# Смерть від смерті
«Смерть від смерті» (фр. Je me tue à le dire) — бельгійсько-французький комедійний фільм, знятий Ксав'є Сероном. Світова прем'єра стрічки відбулась 3 січня 2016 року на Палм-Спрінгзькому міжнародному кінофестивалі. Фільм розповідає про іпохондричні взаємовідносини чоловіка з його матір'ю.
«Смерть від смерті» було номіновано на бельгійську національну кінопремію «Магрітт» у семи категоріях, у тому числі за найкращий фільм, та здобув перемогу у двох з них.

## У ролях
- Жан-Жак Розен
- Міріам Буайє
- Серж Рябукін
- Фані Турон

## Визнання
| Нагороди та номінації фільму «Смерть від смерті» | Нагороди та номінації фільму «Смерть від смерті»    | Нагороди та номінації фільму «Смерть від смерті» | Нагороди та номінації фільму «Смерть від смерті» | Нагороди та номінації фільму «Смерть від смерті» | Нагороди та номінації фільму «Смерть від смерті» |
| Рік                                              | Кінопремія / Кінофестиваль                          | Категорія / Нагорода                             | Номінант                                         | Результат                                        |                                                  |
| ------------------------------------------------ | --------------------------------------------------- | ------------------------------------------------ | ------------------------------------------------ | ------------------------------------------------ | ------------------------------------------------ |
| 2016                                             | Аннонейський міжнародний фестиваль дебютних фільмів | Гран-прі                                         | «Смерть від смерті»                              | Номінація                                        |                                                  |
| 2016                                             | Комедійний кінофестиваль Монте-Карло                | Спеціальна згадка                                | «Смерть від смерті»                              | Перемога                                         |                                                  |
| 2016                                             | Одеський міжнародний кінофестиваль                  | Найкращий фільм                                  | «Смерть від смерті»                              | Номінація                                        |                                                  |
| 2016                                             | Палм-Спрінгзький міжнародний кінофестиваль          | Гран-прі New Voices/New Visions                  | «Смерть від смерті»                              | Перемога                                         |                                                  |
| 2017                                             | Премія «Магрітт»                                    | Найкращий фільм                                  | «Смерть від смерті»                              | Номінація                                        |                                                  |
| 2017                                             | Премія «Магрітт»                                    | Найкращий режисер                                | Ксав'є Серон                                     | Номінація                                        |                                                  |
| 2017                                             | Премія «Магрітт»                                    | Найкращий актор                                  | Жан-Жак Розен                                    | Перемога                                         |                                                  |
| 2017                                             | Премія «Магрітт»                                    | Найкращий оригінальний або адаптований сценарій  | Ксав'є Серон                                     | Перемога                                         |                                                  |
| 2017                                             | Премія «Магрітт»                                    | Найкращий перший фільм                           | «Смерть від смерті»                              | Номінація                                        |                                                  |
| 2017                                             | Премія «Магрітт»                                    | Найкращий звук                                   | Арно Кальвар, Жульєн Мізак, Філіп Шарбонель      | Номінація                                        |                                                  |
| 2017                                             | Премія «Магрітт»                                    | Найкращий монтаж                                 | Джулі Наас                                       | Номінація                                        |                                                  |